# 三星Galaxy A54
三星Galaxy A54 5G是三星电子作为Galaxy A系列的一部分开发制造的中階安卓智能手机。該手機於2023年3月15日和三星Galaxy A34 5G 一同發佈，並在同年3月24日陸續在不同地區發售。

### 配置
三星Galaxy A54比上一代產品Galaxy A53，主要改變了主鏡頭（由64 MP 到 50 MP)，低配版升至6GB RAM。另外藍牙連線方面，A54和A34皆採用了藍牙5.3標準。

## 規格
手機本身的尺寸為：長158.2（6.23英寸），寬76.7（3.02英寸），厚8.2（0.32英寸），重量為202克（7.1盎司）。電池為不可拆卸的5000mAh鋰離子聚合物電池，揚聲器支持Dolby ATMOS全景聲技術，手機亦通過IP67防水防塵認證，不保留3.5mm耳機孔，支援雙卡雙待及25瓦快速充電，但不支援無線充電。

### 設計
A54可選擇黑、白、紫、綠四色。採用玻璃機背配合霧面塑膠中框，手機質感比去年的A53更好了。後置鏡頭從去年的四顆鏡頭改為三顆鏡頭，外形與同年上市的Galaxy S23相似。

### 螢幕
A54採用6.4英寸螢幕，採用於顯示屏上方中央開洞以容納前置自拍鏡頭的Infinity-O的設計，面板採用Super AMOLED，分辨率為1080×2340，寬高比為19.5：9，像素密度為403 ppi，刷新率為120hz。支援光學屏下指紋識別功能，指紋錄取數量最多5個。顯示屏保護玻璃採用美國康寧第五代大猩猩玻璃。

### 相機
A54的機背均具備三鏡頭，分別為5000萬畫素的主鏡頭(具OIS光学防抖)、1200萬畫素超廣角、500萬畫素微距，支援夜間模式。前置鏡頭為3200萬像素。

### 軟件
所有Galaxy A54出廠預設的作業系統為基於Android 13的One UI 5.1，並提供5年的系統安全更新支援。手机具備三星Knox保安措施，可增強系統安全性。可透過官方更新至Android 17的One UI 9.1，且可使用Galaxy AI之功能（但因處理器的限制，僅能使用搜尋圈功能）